# Estat del Nord
La wilaya o estat del Nord o estat Septentrional —àrab: الولاية الشمالية, al-wilāya ax-Xamāliyya— és una de les wilayes o estats del Sudan. Té una superfície de 348.765 km² i una població de 699.065 habitants (2008). La capital és Dongola o Dongula i dins l'estat es troba Wadi Halfa, lloc d'excavacions arqueològiques i que fou una posició avançada britànica el segle xix. El territori és bàsicament agrícola. Està subdividit en quatre províncies de les quals la més gran és la de Dongola.
El setembre de 1999 una inundació del Nil va inundar part de la província i el 90% de la ciutat, desgràcia de la que s'ha refet amb dificultat gràcies a ajuts del govern i de les ONG.

## Història
La província del Nord o provincià Septentrional (Northern Province) existia sota el condomini del Sudan Anglo-egipci. A la independència del país el 1956 consta amb una superfície de 476.405 km² i una població de 873.059 habitants i la capital era a Ad-Damer.
L'1 de juliol de 1974 es va segregar una part per formar la província del Riu Nil o Nahr an-Nil (que va rebre territoris també de la província de Kassala). El 1980 es va crear la regió del Nord amb les províncies Septentrional i del Riu Nil. Aquesta regió va tenir una superfície de 476.040 km² i una població (1983) d'1.083.024 habitants. La regió va esdevenir estat el 14 de febrer de 1991 amb la mateixa superfície. El 1994 l'estat es va dividir en dos estats: Riu Nil i Septentrional o del Nord.

## Governadors
- 1991 - 1993 Mussad el-Nuweirri
- 1993 - 1994 al-Sherif Badr
- febrer a setembre de 1994 al-Awad al-Hassan
- 1994 - 1997 Adam Yusuf
- 1997 - 2000 Badwai Khayr Idris
- 2000 - 2002 al-Mu'tasim Abd al-Rahim al-Hasan
- 2002 - 2003 al-Hadi Bushra
- 2003 - 2005 al-Mu'tasim Abd al-Rahim al-Hasan (segona vegada)
- 2005 - 2008 Mirghani Salih Sid Ahmed
- 2008 - 2010 Adil Awad Suliman
- gener a maig de 2010 Mohamed Khair Fagiri (interi)
- 2010 - Fathi Mohamed Khalil